# Северо-Китайский фронт (Япония)
Кита Сина хомэн-гун (яп. 北支那方面軍 Кита Сина хо:мэн-гун) — группировка японских войск, действовавшая в Северном Китае в 1937—1945 годах.

## История
Японский Северо-Китайский фронт был сформирован 27 августа 1937 года в качестве структуры, подчинённой Императорской ставке. 23 сентября 1939 года он был переподчинён свежесформированной Экспедиционной армии в Китае. Штаб-квартира фронта размещалась в Бэйпине. Фронт отвечал за всю военную деятельность в Северном Китае. Был расформирован после капитуляции Японии.

## Список командного состава

### Командующие
|   | Имя                               | С                | По               |
| - | --------------------------------- | ---------------- | ---------------- |
| 1 | Генерал Хисаити Тэраути           | 26 августа 1937  | 9 декабря 1938   |
| 2 | Генерал Хадзимэ Сугияма           | 9 декабря 1938   | 12 сентября 1939 |
| 3 | Генерал-лейтенант Хаяо Тада       | 12 сентября 1939 | 7 июля 1941      |
| 4 | Генерал Ясудзи Окамура            | 7 июля 1941      | 25 августа 1944  |
| 5 | Генерал Наодзабуро Окабэ          | 25 августа 1944  | 22 ноября 1944   |
| 6 | Генерал-лейтенант Садаму Симомура | 22 ноября 1944   | 15 августа 1945  |

### Начальники штаба
|   | Имя                               | С                | По               |
| - | --------------------------------- | ---------------- | ---------------- |
| 1 | Генерал-майор Наодзабуро Окабэ    | 26 августа 1937  | 15 июля 1938     |
| 2 | Генерал-майор Томоюки Ямасита     | 15 июля 1938     | 23 сентября 1939 |
| 3 | Генерал-майор Юкио Касахара       | 23 сентября 1939 | 1 марта 1941     |
| 4 | Генерал-лейтенант Моритакэ Танабэ | 1 марта 1941     | 6 ноября 1941    |
| 5 | Генерал-лейтенант Хатадзо Адати   | 6 ноября 1941    | 9 ноября 1942    |
| 6 | Генерал-лейтенант Сандзи Окидо    | 9 ноября 1942    | 14 октября 1944  |
| 7 | Генерал-майор Тан Такахаси        | 14 ноября 1944   | 15 августа 1945  |